# Boża rewolucja
Boża rewolucja – pierwsza książka Benedykta XVI, wydana w 2006 r. Jest zapisem wszystkich przemówień papieża w czasie XX Światowego Dnia Młodzieży w Kolonii. Są one skierowane do młodzieży, duchowieństwa katolickiego oraz wyznawców innych religii – wspólnot żydowskich, muzułmańskich i protestanckich. Kluczowe słowa publikacji to: Tylko od Boga pochodzi prawdziwa rewolucja, decydująca przemiana świata.  

## Słowa do duchowieństwa katolickiego
Benedykt XVI ukazał Kościół jako otwarty na przyszłość. Jak stwierdził, należy widzieć mniej problemów, a bardziej dostrzegać „Kościół żywy, Kościół, który posiada wiele aspektów pozytywnych, w którym tak wiele osób jest gotowych do dzielenia się swoją wiarą, do poświęcenia swojego wolnego czasu, także dzisiaj jest ludźmi wierzącymi, tworzącymi Kościół żywy i sprawiającymi, że wydarzenie takie jak Światowy Dzień Młodzieży ma właściwą oprawę, właściwą glebę, w której może wzrastać i nabierać odpowiedniej formy". Papież nawoływał do wspólnej troski pasterskiej, zwłaszcza o młode pokolenie: Gorąco was zachęcam, a jednocześnie serdecznie i po bratersku proszę: postępujcie i działajcie zawsze w zgodzie, trwając w tej fundamentalnej jedności, która ma swój szczyt i swoje niewyczerpane źródło w Eucharystii.

## Słowa do wyznawców innych religii
Papież Benedykt XVI wykorzystał swoją pierwszą podróż również na dialog międzyreligijny, spotykając się z żydowską gminą Kolonii i przedstawicielami Żydów niemieckich. Wspominając XX wiek, nazwał go najbardziej mrocznym okresem historii Niemiec i Europy. Przypomniał, że na dorosłych ciąży odpowiedzialność przekazania młodym pochodni nadziei, którą Bóg powierzył zarówno Żydom, jak i chrześcijanom, aby "nigdy więcej' nie zapanowały moce zła, a przyszłe pokolenia, z Bożą pomocą, mogły budować świat bardziej sprawiedliwy i pokojowy, w którym wszyscy ludzie będą mieli takie samo prawo obywatelstwa. Z kolei spotkanie z muzułmanami było realizacją słów, które papież wypowiedział na początku swojego pontyfikatu, że Kościół pragnie dalej budować mosty przyjaźni z wyznawcami wszystkich religii, mając na uwadze prawdziwe dobro każdej osoby i całego społeczeństwa. W czasie tego spotkania nazwał wyznawców islamu przyjaciółmi i podkreślił, że terroryzm oznacza przewrotny i okrutny wybór, który depcze najświętsze prawo do życia i podważa najważniejsze podstawy wszelkiego cywilizowanego współistnienia. Na koniec zalecił pielęgnację optymizmu i nadziei: Niech Bóg pokoju umocni nasze serca, ożywi naszą nadzieję i kieruje naszymi krokami na drogach świata.

## Słowa do młodzieży
Benedykt XVI w swych przemówieniach do młodzieży chciał ukazać sens świętości. Treścią istnienia świętych było życie prawdziwie ludzkie w wymiarach Bożej mądrości. Dlatego święci uczą życia, gdyż sami umieli żyć nieocenionym i zawsze aktualnym skarbem mądrości. Błogosławieni i święci to osoby, które nie szukały uporczywie własnego szczęścia, ale po prostu chciały uczynić dar z siebie, ponieważ oświeciło je światło Chrystusa. W ten sposób ludzie ci wskazują nam drogę do szczęścia, ukazują, jak stać się prawdziwymi ludźmi. Na krętych drogach historii byli oni prawdziwymi reformatorami, którzy wielokrotnie podnosili ludzkość z mrocznych dolin, które zawsze wciąż jej zagrażają; wciąż od nowa oświecali ją, na ile to było konieczne, aby mogła przyjąć - może nawet w bólu - słowa, które Bóg wypowiedział na zakończenie dzieła stworzenia: "To jest bardzo dobre'. Wystarczy pomyśleć o takich postaciach, jak św. Benedykt, św. Franciszek z Asyżu, św. Teresa z Ávila, św. Ignacy Loyola, św. Karol Boromeusz, o założycielach zgromadzeń zakonnych XIX wieku, którzy prowadzili działalność społeczną i nadawali jej kierunek, bądź o świętych naszych czasów - Maksymilianie Kolbe, Edycie Stein, Matce Teresie, Ojcu Pio. Kontemplując te postacie uczymy się, co oznacza "oddawać pokłon' i co znaczy żyć zgodnie z miarą betlejemskiego Dzieciątka, zgodnie z miarą Jezusa Chrystusa i samego Boga (czuwania z młodzieżą na kolońskich błoniach Marienfeld, 20 sierpnia 2005 r.).